# Mokoreng-Loniu jezici
Mokoreng-Loniu jezici, malena podskupina od dva manuska jezika, šire admiralitetske skupine, koji se govore u Papui Novoj Gvineji. Njima govori tek nešto više od 600 ljudi u provinciji Manus na otocima Los Negros i Ndrilo. 
Obuhvaća jezike loniu [los] 460 govornika (Lincoln 1977) u selima Lolak i Loniu; i mokerang [mft] 200 (Wurm and Hattori 1981). 
S istočnomanuskim i zapadnomanuskim jezicima čine manusku skupinu istočnoadmiralitetskih jezika.

## Vanjske poveznice
- Ethnologue (14th)
- Ethnologue (15th)